# نانسی کرل
نانسی کرل (به انگلیسی: Nancy Walls) (و یا نانسی والز) (زاده ۱۹ ژوئیه ۱۹۶۶) بازیگر آمریکایی‌است که بخاطر اجرای کمدی‌اش در ساتردی نایت لایو و اداره (مجموعه تلویزیونی) شناخته می‌شود. وی متولد شهر کوهست در ماساچوست است و از کالج بوستون فارغ‌التحصیل شده است.
همسر نانسی، استیو کرل یکی از ستارگان کمدی سینما بوده و این زوج دارای دو فرزند به نام‌های «الیزابت ان» و «جان» هستند.

## پیوند
- نانسی کرل[پیوند مرده] در بانک اطلاعات اینترنتی فیلم‌ها